# Taylor Worth
Pour les articles homonymes, voir Worth.
Taylor Worth est un archer australien né le 8 janvier 1991 à Busselton. Il a remporté la médaille de bronze en tir à l'arc par équipe aux Jeux olympiques d'été de 2016 à Rio de Janeiro, en association avec Alec Potts et Ryan Tyack.